# Radiko

radiko標誌

radiko是日本一家網路電台平台，由電通與日本多家廣播電台合資成立的「株式會社radiko」經營，於2010年3月开始运行，以線上串流的方式同步播出NHK广播以及日本各地大部分的民营广播电台（NHK廣播2台從2017年10月2日至2019年3月29日曾參與播出），並提供線上隨選重聽服務。截至2020年9月1日，共有99家業者、101個電台頻道加入了radiko。用户可以通过电脑、手機應用程式等收听radiko转播的电台节目。
radiko对免费用户采取了地域限制措施，除了日经广播电台的两套频率以及放送大学电台广播外，免费用户只能依所在廣播對象地域的不同，收听当地的电台的节目，用户需付费购买“radiko premium”服务才可以收听radiko绝大多数的加盟台，而性質類似的電視線上平台TVer無此限制；日本以外則是直接无法使用radiko服务，此點與TVer相同。除此之外，部分节目（如体育赛事、部分經紀公司艺人出演的节目、广告等）可能会因版权緣故而被radiko屏蔽。

## 外部鏈結
- 官方网站 （日語）
- Radiko的X（前Twitter） （日語）
- Radiko的Facebook專頁 （日語）